# Козлитин, Владимир Дмитриевич
 Владимир Дмитриевич Козлитин  (укр. Володимир Дмитрович Козлітін; род. 20 апреля 1951, Кизляр, Грозненская область) — советский и украинский историк, педагог. Доктор исторических наук (1998), профессор (2004).

## Биография
Родился в городе Кизляр Грозненской области, ныне — Дагестан. В 1969-1971 годах учился на историческом факультете Томского университета. В 1973 году окончил исторический факультет Харьковского государственного университета. Педагогическую деятельность начал в должности учителя истории Краснооскольской средней школы Изюмского района Харьковской области, работал заместителем директора по учебной работе Охочевской СШ Курской области (1975-1976), директором Знаменской СШ Курской области (1976-1979), и директором Кировской СШ Харьковской области в 1979—1980 годах.
С 1980 года (с перерывом) – преподаватель истории СССР на подготовительном факультете Харьковского государственного педагогического института. На протяжении 1982-1986 годов — аспирант кафедры новой и новейшей истории Харьковского государственного университета. В 1986 году в Ужгородском университете защитил кандидатскую диссертацию на тему: «Югославско-советские культурные связи. 1917-1941 гг.». (научный руководитель - профессор Г. М. Попов).
С 1986 по 1992 годы — преподаватель кафедры новой и новейшей истории Харьковского государственного университета. Читал общие курсы «Новая и новейшая история стран Азии и Африки», «История стран Европы и Америки в 1918-1945 гг.». В то же время, преподавал курс новейшей истории стран Европы и Америки, а также курс истории художественной самодеятельности в Харьковском государственном институте культуры. В 1993-1994 годах занимал должность преподавателя кафедры всемирной истории Харьковского государственного педагогического университета.
В течение 1994-1997 годов учился в докторантуре по специальности «всемирная история». В 1997 году в Институте украинской археографии и источниковедения им. М. Грушевского НАН Украины защитил докторскую диссертацию на тему: «Русская и украинская эмиграция в Югославии (1919-1945 гг.)». В марте 1998 года получил ученую степень доктора исторических наук по специальности «всемирная история».
На протяжении 1997-2011 годов занимал должность профессора кафедры исторических дисциплин Харьковского национального педагогического университета им. Сковороды. В 2004 году получил учёное звание профессора. С 2007 года по 2010 год — заведующий кафедрой всемирной истории. С сентября 2010 года по апрель 2011 года — профессор кафедры истории ХНПУ.

## Основные труды
- Козлитин В. Д. Украинские общественные организации в Югославии (20-30-е годы XX в.) // Украинская диаспора. 1996. № 9. С. 52-69.
- История западных и южных славян XX века: учеб. пособие. / Е. П. Пугач , В. Д. Козлитин. Р. М. Постоловский и др. Харьков: Глаз, 1998. 462 с.
- Козлитин В. Д. Вторая мировая война. 1939-1945: учеб. пособие. Харьков: Каравелла-Ра, 2001. 335 с.
- История современного мира: курс лекций / В. Д. Козлитин, А. В. Губа, Л. М. Плиско [и др.] ; под ред. Л. М. Плиска. Харьков: Майдан, 2008. 992 с.
- Козлитин В. Д. Республика Польша в 1989-2022 гг. / В. Д. Козлитин. Киев: Тропеа, 2022. 326 с.